# Sunny Leone

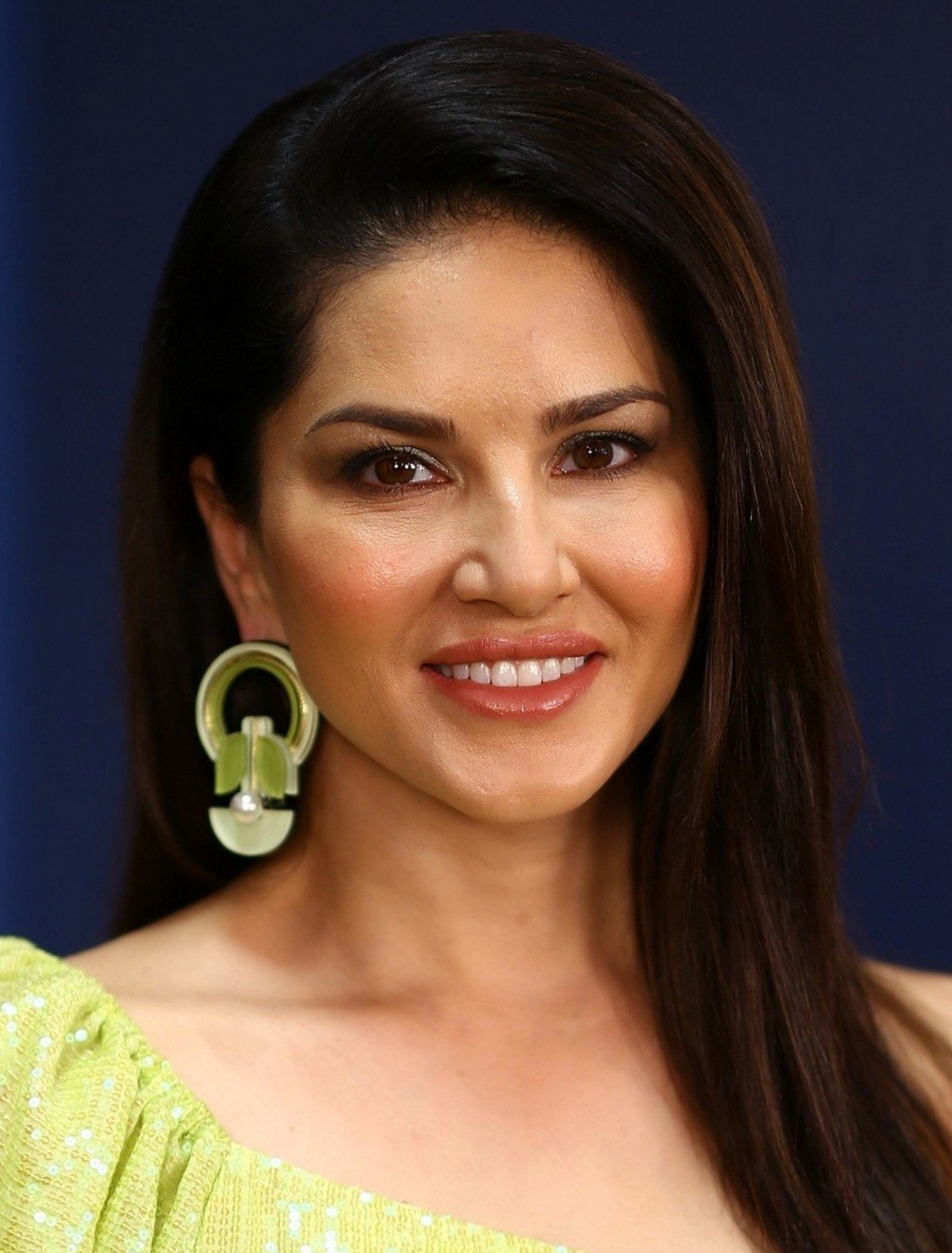
Sunny Leone (2022)

Sunny Leone (* 13. Mai 1981 in Sarnia, Ontario als Karenjit Kaur Vohra) ist ein indisch-kanadisches Model, Schauspielerin und ehemalige Pornodarstellerin. Sie wurde als „Penthouse Pet of the Year“ des Jahres 2003 bekannt und war eine der wenigen Darstellerinnen indischer Abstammung.
2011 nahm sie an der fünften Staffel von Big Boss, der indischen Version von Big Brother, teil. Nach einem Angebot von Mahesh Bhatt, der dazu das Big-Boss-Haus besuchte, begann Leone mit dem Film Jism 2 im Jahr 2012 eine Schauspielkarriere in Bollywood und beendete ihre bisherige Laufbahn als Pornodarstellerin.

## Leben

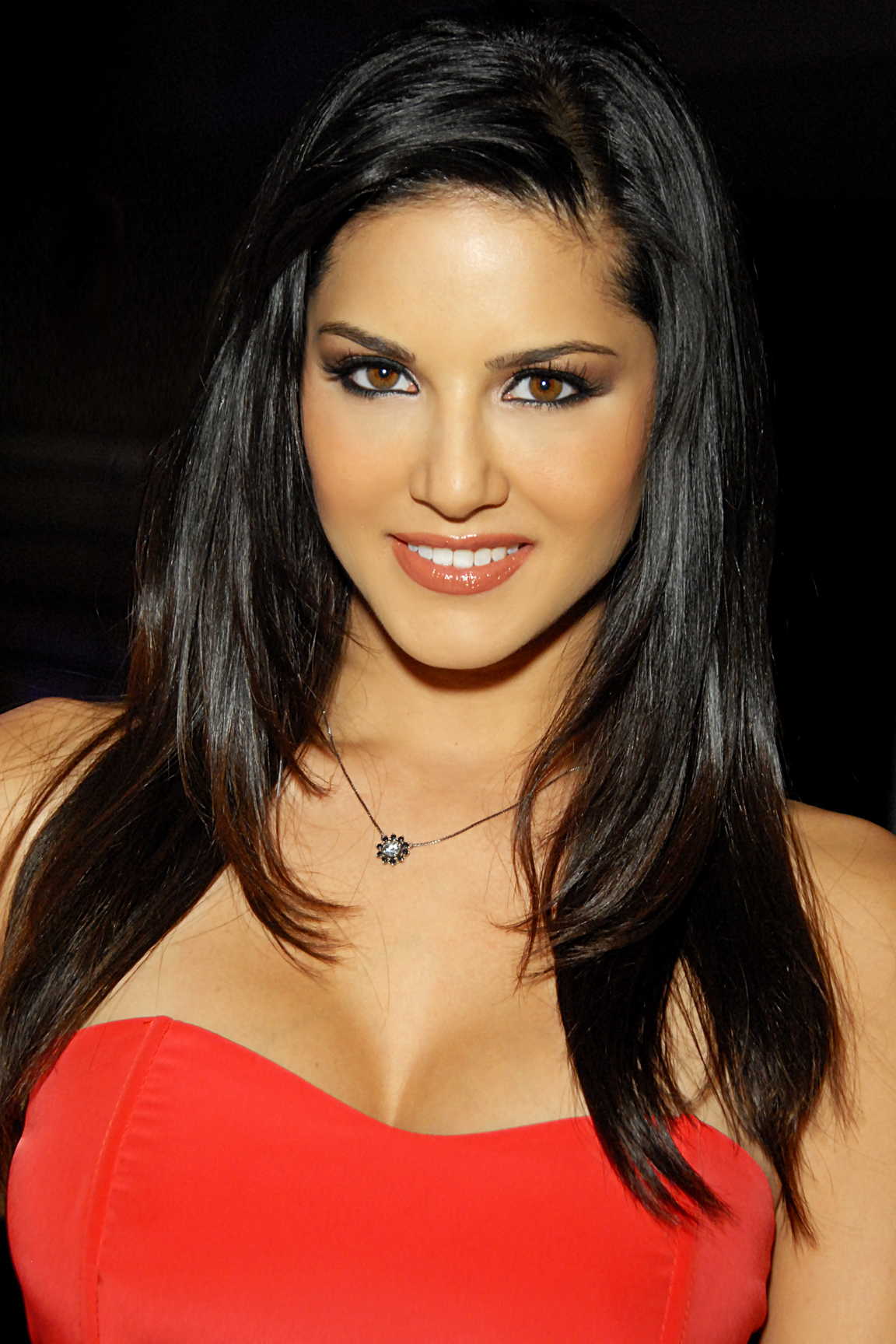
Sunny Leone, 2012.

Leones Vater wurde in Tibet geboren und wuchs in Neu-Delhi auf, während ihre Mutter aus einer kleinen Stadt namens Nahan, Himachal Pradesh stammt. Ihre Familie zog 1996 nach Kalifornien. Nachdem sie die High School 1999 erfolgreich abgeschlossen hatte, begann sie zu modeln und auch zunehmend Nacktaufnahmen zu machen. Leone erschien danach in Zeitschriften und auf Webseiten mit pornografischem Inhalt. Schließlich posierte sie 2001 für das Penthouse-Magazin als „Pet des Monats März“; sie erschien ebenfalls in der Holiday 2001-Edition des Hustler. Ihre Popularität ermöglichte ihr 2003, den Titel „Penthouse Pet of the Year“ zu gewinnen. Sie machte hauptsächlich Softcore-Aufnahmen, die sowohl lesbische als auch Soloerotik zeigen.
Leone unterschrieb einen exklusiven Vertrag bei Vivid Entertainment, wo sie schließlich Hardcorevideos zu drehen begann. Leone drehte anfangs ausschließlich nur mit anderen Darstellerinnen. 2004 war sie eine der „No More Bush Girls“, verschiedener Pornodarstellerinnen, die ihre Schamhaare abrasierten, um gegen die Präsidentschaft von George W. Bush zu demonstrieren. Ihre erste Veröffentlichung bei Vivid trug den Titel Sunny, 2006 gefolgt von ihrer Veröffentlichung Virtual Vivid Girl Sunny Leone (der Dreh dauerte vier Tage). Sie war der erste Vivid-Star, der solch ein interaktives Video aufnahm. Im Juni 2006 wurde Leone US-amerikanische Staatsbürgerin.
Ihr nächster Film, Sunny and Cher, wurde im Oktober 2006 veröffentlicht, das folgende Video trägt den Namen Der weibliche Gärtner und kam im Januar 2007 heraus. 2007 erneuerte Leone ihren Vertrag bei Vivid Entertainment, dem Weltmarktführer für pornografische Filme. Der Vertrag schrieb vor, dass sie fortan auch mit Männern arbeiten müsse. Der erste Film mit männlichem Hauptdarsteller hieß Sunny Loves Matt mit Matt Erickson und wurde am 2. März 2008 veröffentlicht. Sie spielt die Hauptrolle in dem Remake von Debbie does Dallas … Again, dem ersten Vivid-Film, der auf Blu-ray Disc und HD DVD erschien. Es folgte der Film It's Sunny in Brazil. In der August-Ausgabe 2008 des Porno-Magazins „Genesis“ wurde sie auf Platz 13 im „Porn’s Hot 100“-Ranking gelistet.
2012/2013 beendete Leone ihre Tätigkeit als Pornodarstellerin und seither ist sie als Schauspielerin in indischen Produktionen zu sehen. Ihr diesbezügliches Schaffen umfasst rund 30 Filme sowie diverse Fernsehserien. Der mit ihr besetzte Film Kennedy wurde beim Cannes-Filmfestival 2023 aufgeführt.

## Filmografie (Auswahl)

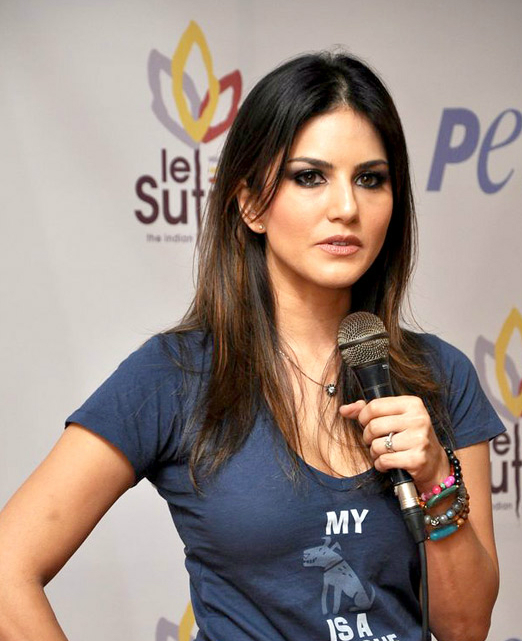
Sunny Leone bei einer PETA-Kampagne, 2013.

- 2002: Penthouse Video: Virtual Harem
- 2005: Alabama Jones and the Busty Crusade
- 2006: Busty Cops 2
- 2007: It's Sunny in Brazil
- 2009: Deviance
- 2009: Sunny's Slumber Party
- 2010: Sunny's Casting Couch: I Wanna Be a Pornstar
- 2010: The Virginity Hit
- 2012: Jism 2
- 2013: Shootout at Wadala
- 2014: Ragini MMS 2
- 2015: Ek Paheli Leela
- 2015: Kuch Kuch Locha Hai
- 2016: One Night Stand
- 2016: Beiimaan Love
- 2017: Raees
- 2017: Bhoomi
- 2017: Tera Intezaar
- 2023: Kennedy

## Auszeichnungen

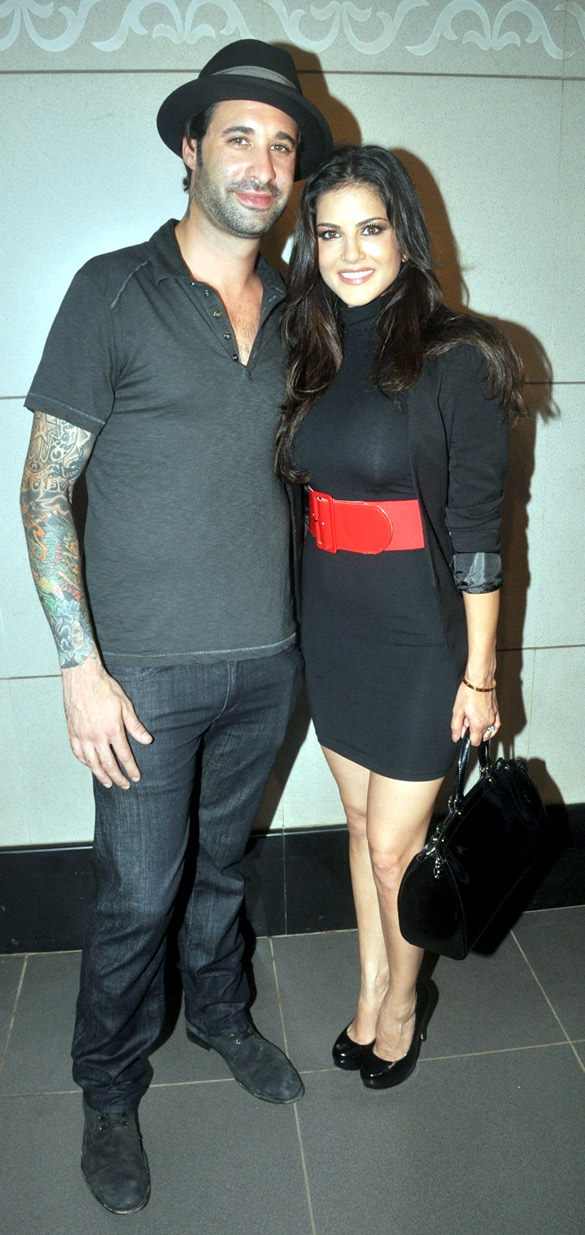
Leone und ihr Ehemann Daniel Weber (2012)

- 2010: AVN Award: Best All-Girl Group Sex Scene (in Deviance, zusammen mit Teagan Presley, Eva Angelina und Alexis Texas)[7]
- 2010: AVN Award: Web Starlet of the Year
- 2010: PornstarGlobal – 5 Star Award[8]
- 2011: XRCO Award - Mainstream Adult Media Favorite[9]
- 2013: AEBN VOD Award als Performer of the Year[10]